# الاحتجاجات الإيرانية 2022
الاحتجاجات الإيرانيّة 2022 ويُشار لها في بعضِ المصادر بـ احتجاجات سبتمبر الإيرانيّة هي سلسلةٌ من المظاهرات التي بدأت في إيران في 14 أيلول/سبتمبر 2022 عقبَ مقتل الشابّة الإيرانيّة من أصل كردي مهسا أميني بعد تعرضها للضرب المبرح أثناء احتجازها واعتقالها من قِبل شرطة الأخلاق التابعة للحكومة الإيرانيّة. بدأت الاحتجاجات في مدينة سقز مسقط رأس مهسا، وامتدت لمدن أخرى على رأسها سنندج، ديواندره بانه وبيجار الواقِعة كلّها في محافظة كردستان، قبلَ أن تتوسَّع مناطق التظاهرات لتشملَ أغلب المدن الإيرانيّة بما في ذلك العاصِمة طهران ومدينة مشهد و‌أصفهان و‌كرمان و‌شيراز و‌تبريز و‌رشت و‌ساري و‌كرج و‌أراك فضلًا عن مدينةِ عيلام والعديد من المدن الأخرى.
ردًا على هذه المظاهرات، بدأت الحكومة الإيرانية في 19 سبتمبر بإغلاق إقليمي للوصول إلى الإنترنت. مع تزايد الاحتجاجات، تم فرض تعتيم واسع النطاق على الإنترنت إلى جانب القيود على وسائل التواصل الاجتماعي على مستوى البلاد.  رفض المرشد الأعلى آية الله علي خامنئي الاضطرابات الواسعة النطاق ليس فقط باعتبارها "أعمال شغب" ولكن أيضًا باعتبارها "حربًا مختلطة" سببتها دول أجنبية ومنشقون في الخارج. لعبت النساء بمن فيهن تلاميذ المدارس دورًا رئيسيًا في المظاهرات. في حين أن الاحتجاجات الكبرى السابقة التي قمعتها الحكومة الإيرانية بالعنف ركزت على نتائج الانتخابات أو المشاكل الاقتصادية، كان لاحتجاجات عام 2022 إلى جانب زيادة حقوق المرأة مطلبًا رئيسيًا واحدًا وهو الإطاحة بالجمهورية الإسلامية ورددن هتافات «الموت للديكتاتور» و«الموت لخامنئي» و«الموت للظالم» و«المرأة، الحياة، الحريّة». كانت الاحتجاجات أكبر تهديد للحكومة منذ الثورة الإسلامية عام 1979، وفقًا لصحيفة الغارديان. على عكس احتجاجات 2019-2020، كانت احتجاجات 2022 "على الصعيد الوطني، منتشرة عبر الطبقات الاجتماعية والجامعات والشوارع والمدارس".
وفقًا لمنظمة حقوق الإنسان الإيرانية الغير هادفة للربح، اعتبارًا من 22 نوفمبر 2022، قُتل ما لا يقل عن 416 شخصًا من بينهم 51 قاصرًا دون سن 18 عامًا،  نتيجة لتدخل الحكومة في الاحتجاجات، بما في ذلك الغاز المسيل للدموع وإطلاق النار،  مما جعل الاحتجاجات الأكثر دموية منذ احتجاجات 2019-2020 التي أسفرت عن مقتل أكثر من 1500 شخص. تم إدانة هذا الرد على الاحتجاجات على نطاق واسع محليًا وعالميًا.
في 4 ديسمبر 2022 أعلن المدعي العام الإيراني محمد جعفر منتظري إلغاء شرطة الأخلاق من قبل السلطات المختصة، وكان منتظري قد أعلن أمس أن البرلمان والسلطة القضائية تراجع قانون الحجاب الإلزامي علي النساء في إيران، وقال في مدينة قم إن «شرطة الأخلاق ليس لها علاقة بالقضاء وألغاها من أنشأها». وقد كان تمّ إنشاء شرطة الأخلاق التي تعرف محلياً باسم "كشت إرشاد" (أي دوريات الإرشاد) في عهد الرئيس الإيراني الأسبق محمود أحمدي نجاد المحسوب علي التيار المتشدد، من أجل "نشر ثقافة اللباس اللائق والحجاب". وهي تضم رجالاً يرتدون بزات خضراء ونساء يرتدين التشادور. وبدأت الوحدة دورياتها منذ 2006.

## خلفيّة
اعتقلت شرطة الأخلاق الإيرانيّة في الرابع عشرمن أيلول/سبتمبر الشابّة مهسا أميني (22 عامًا) وذلك بسببِ عدم ارتدائها للحجاب على «الطريقة الإسلاميّة الصحيحة». فارقت مهسا الحياة بعد يومينِ من الاعتقال وذلك بعدما تعرَّضت لموت دماغي ناجمٍ عن إصابات في الجمجمة تعرَّضت لها خلالَ اعتقالها بحسبِ مصادر محليّة. سُرعانَ ما انتشرت قصّة أميني وصارت قضيّة رأي عام، فبدأت احتجاجاتٌ كبيرةٌ في أجزاء مختلفة من إيران في يوم جنازتها، مع اقتراحاتٍ ببدءِ إضراب وطني يعمُّ كامل محافظة كردستان وهو ما كانَ حينما أعلنت عددٌ من الأحزاب الكردستانية الإيرانية ونشطاء مدنيون وسياسيون إضرابًا عامًا يوم الإثنين الموافق للتاسع عشر من أيلول/سبتمبر احتجاجًا على ما حصلَ لمهسا وللقمعِ الذي طال التظاهرات في مناطق مختلفة من المحافظة.

## الاحتجاجات

### سبتمبر
16 أيلول/سبتمبر
بُعيد ساعاتٍ عن مقتل مهسا أميني، تجمَّعَ عددٌ من المواطنين للاحتجاجِ على الطريقة التي عُوملت بها والتي تسبَّبت في مقتلها وذلك بالقربِ من مستشفى كسرى حيثُ رددوا هتافات من قبيلِ «الموت للديكتاتور» (بالفارسية: مرگ بر دیکتاتور) و«شرطة الأخلاق قاتلة» (بالفارسية: گشت ارشاد گشت کشتار) فضلًا عن هتافات أخرى مثلَ «إيران ستتحرَّر» (بالفارسية: ایران می‌گردد آزاد) و«خامنئي قاتل وحكومته باطلة» (بالفارسية: خامنه‌ای قاتله، حکومتش باطله). قُوبلت هذه الاحتجاجات بقمعٍ واعتقالٍ طالَ المتظاهرين، لكنّ حدّة التظاهرات ارتفعَت حينما أقدمت عددٌ من الإيرانيّات على خلعِ حجابهنّ وقامت أخريات بحرقهِ تضامنًا معَ ما جرى لمهسا كما سُمعت هتافات من إيرانياتٍ يصفنَ أو يُشبهنَ شرطة الأخلاق بتنظيم داعش. قامَ آخرون بتشغيلِ أبواق سياراتهم في الشوارع لفترات طويلة كعلامةٍ على الاحتجاج، كما هتفَ أهالي طهران بشعارات مناهضة للحكومة وللقوانين الإجباريّة التي تُلزِم النساء بارتداء الحجاب. أظهرت مقاطعُ فيديو انتشرت على الإنترنت الشرطة الإيرانيّة وهي تعتقلُ عددًا من الإيرانياتِ اللاتي خلعنَ الحجاب وسطَ الشارع كما بيّنت مقاطع مُصوَّرة أخرى عنفَ الشرطة عند اعتقال أو تفريقِ المتظاهرين والمتظاهرات.
17 أيلول/سبتمبر
اندلعت بعد دفن أميني احتجاجاتٌ في مسقطِ رأسها سقز وامتدَّت لمدينة سنندج التي كانت مسرحًا لتظاهرات احتجاجيّة حاشدة قُمعت من قِبل قوات الأمن التي استخدَمت الغاز المسيل للدموع لتفريقِ المُحتجّين. أظهرت بعضُ الصور التي رفعها إيرانيون على الإنترنت لمقبرة أميني في سقز كلماتٌ منقوشةٌ على قبرِ الراحلة بالكرديّة:
18 أيلول/سبتمبر

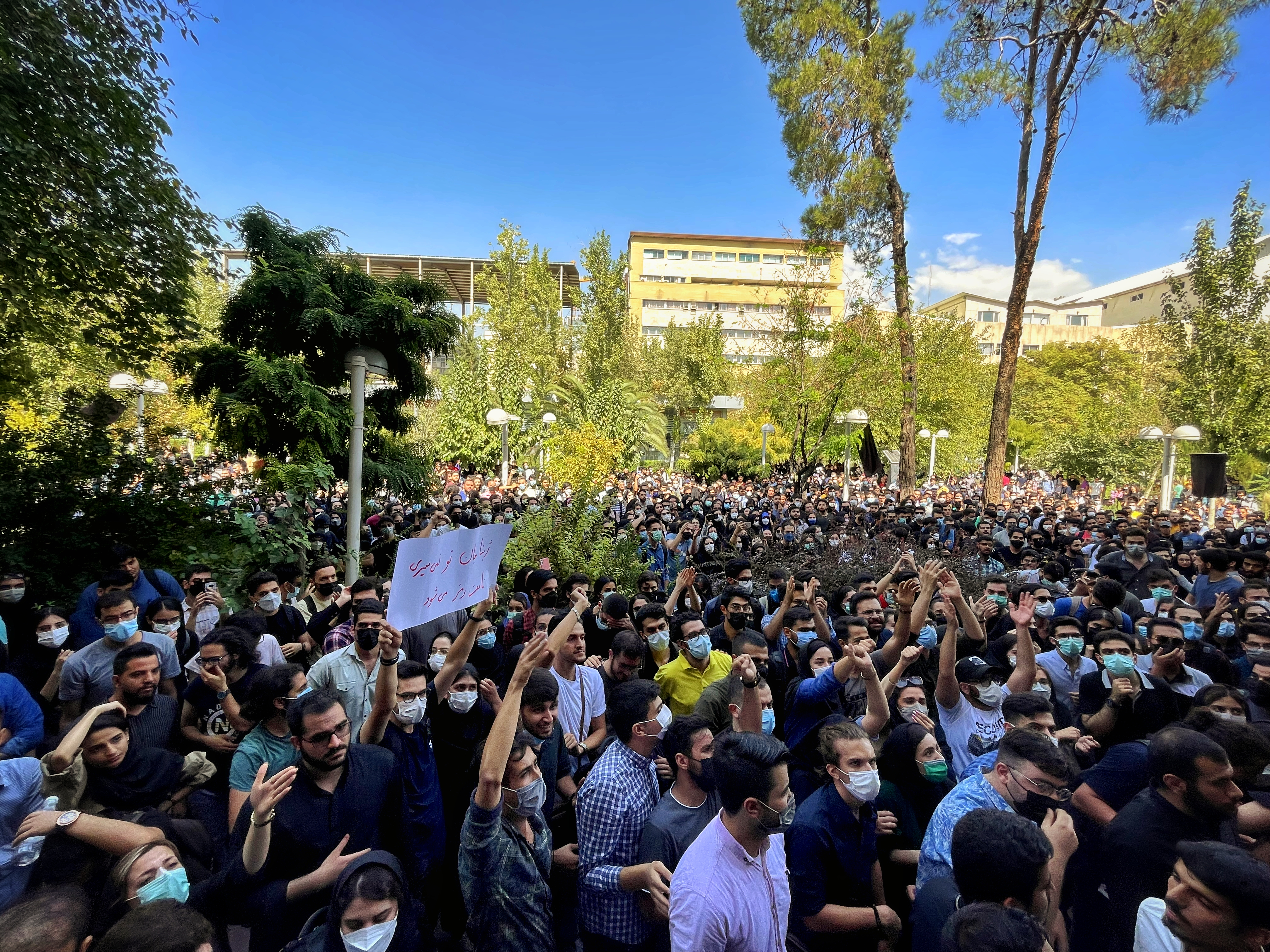
صورة تُظهر مشاركة المئات من طلاب جامعة أمير كبير للتكنولوجيا في العاصِمة طهران في الاحتجاجات على مقتلِ مهسا أميني.

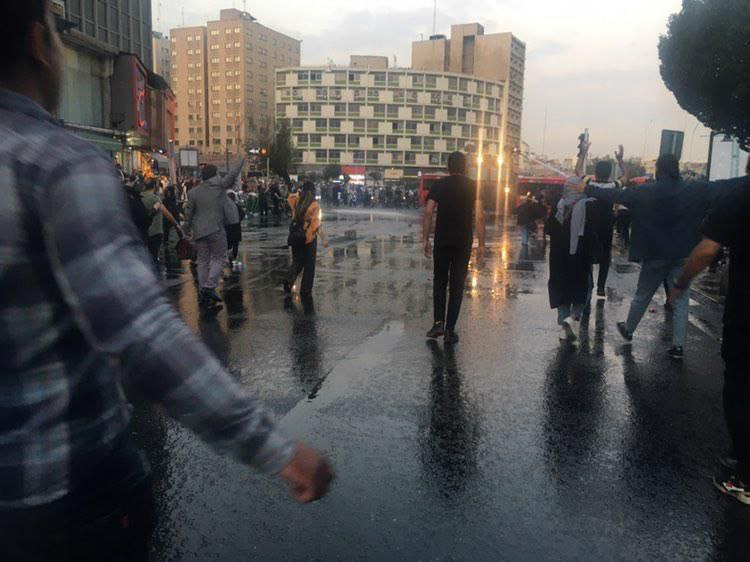
متظاهرون إيرانيون في كيشافرز بولفارد بطهران.

نزل أهالي سنندج مرة أخرى إلى الشوارع ليلة الأحد الموافق للثامن عشر من أيلول/سبتمبر للاحتجاجِ على مقتل مهسا ورددوا مُجددًا شعارات «الموت للديكتاتور» و«الموت لخامنئي» و«عارنا عارنا زعيمنا» (بالفارسية: ننگ ما، ننگ ما/ رهبر الدنگ ما)، كما قامت مجموعة من النساء بخلعِ حجابهنّ مُجددًا فتدخّلت الشرطة بعنفٍ لتفريقِ وفضّ الاحتجاجات. نظَّمَ عددٌ من طلاب جامعة طهران مسيرة احتجاجيّة في نفسِ اليوم حاملين لافتات تنتقدُ الذي جرى لمهسا وما تبعه، في الوقتِ الذي تحدثت فيهِ وسائل إعلام محليّة ودوليّة عن تواجد مكثّف و«غير عادي» لقوات الأمن في مدينتي طهران ومشهد.
19 أيلول/سبتمبر
كانت خدمةُ الإنترنت بحلول التاسع عشر من أيلول/سبتمبر مُعطَّلةً في وسط طهران، لكنّ مقاطع فيديو نُشرت على مواقع التواصل الاجتماعي من مناطق أخرى أظهرت استمرارَ الاحتجاجات في وسطِ العاصمة وفي مدن أخرى بما في ذلك المدن الواقعة ضمنَ محافظة كردستان.
20 أيلول/سبتمبر
أكّدت مؤسّسة صوت أمريكا وهي مؤسّسة البث الرسمي للحكومة الفدرالية في الولايات المتحدة بناءً على مقاطع الفيديو التي نشرها الإيرانيون على وسائل التواصل الاجتماعي استمرارَ الاحتجاجات المناهضة للحكومة في ما لا يقلُّ عن 16 محافظة من أصل 31. أظهرت مقاطعُ أخرى تمزيقَ المحتجّين لصورة علي خامنئي وسلفه آية الله الخميني، فيمَا أفادت وسائل إعلام رسمية إيرانية بمقتل ثلاثة محتجّين في محافظة كردستان وهو ما أكّدته المنظمة الحقوقيّة الإيرانيّة هينجاو التي وثَّقت مقتل متظاهرين اثنين على يد قوات الأمن في محافظة أذربيجان الغربية فضلًا عن متظاهرة ثالثة قُتلت في مدينة كرمانشاه، لكنّ المدعي العام في المدينة نفى مسؤولية الدولة قائلًا «إن [المتظاهرة] قُتلت على أيدي عناصر مناهضة للثورة». أفادت في المُقابل وسائل إعلام رسمية إيرانية عن مقتل مساعد شرطة على يدِ محتجين في مدينة شيراز، أمّا في كرمان فقد انتشرَ مقطع فيديو أظهرَ شابة إيرانيّة وهي تخلعُ حجابها ثمّ تقصُّ جزءًا من شعرها خلالَ مظاهرةٍ على ما حصلَ لأميني. وصفَ بعضٌ من الشهود الذين قابلتهم شبكة سي إن إن احتجاجات اليوم بأنها احتجاجات سريعة» سعت للتشكل ثم تفرَّقت بسرعة قبلَ أن تتمكّن قوات الأمن من التدخل وفضّها.
21 أيلول/سبتمبر

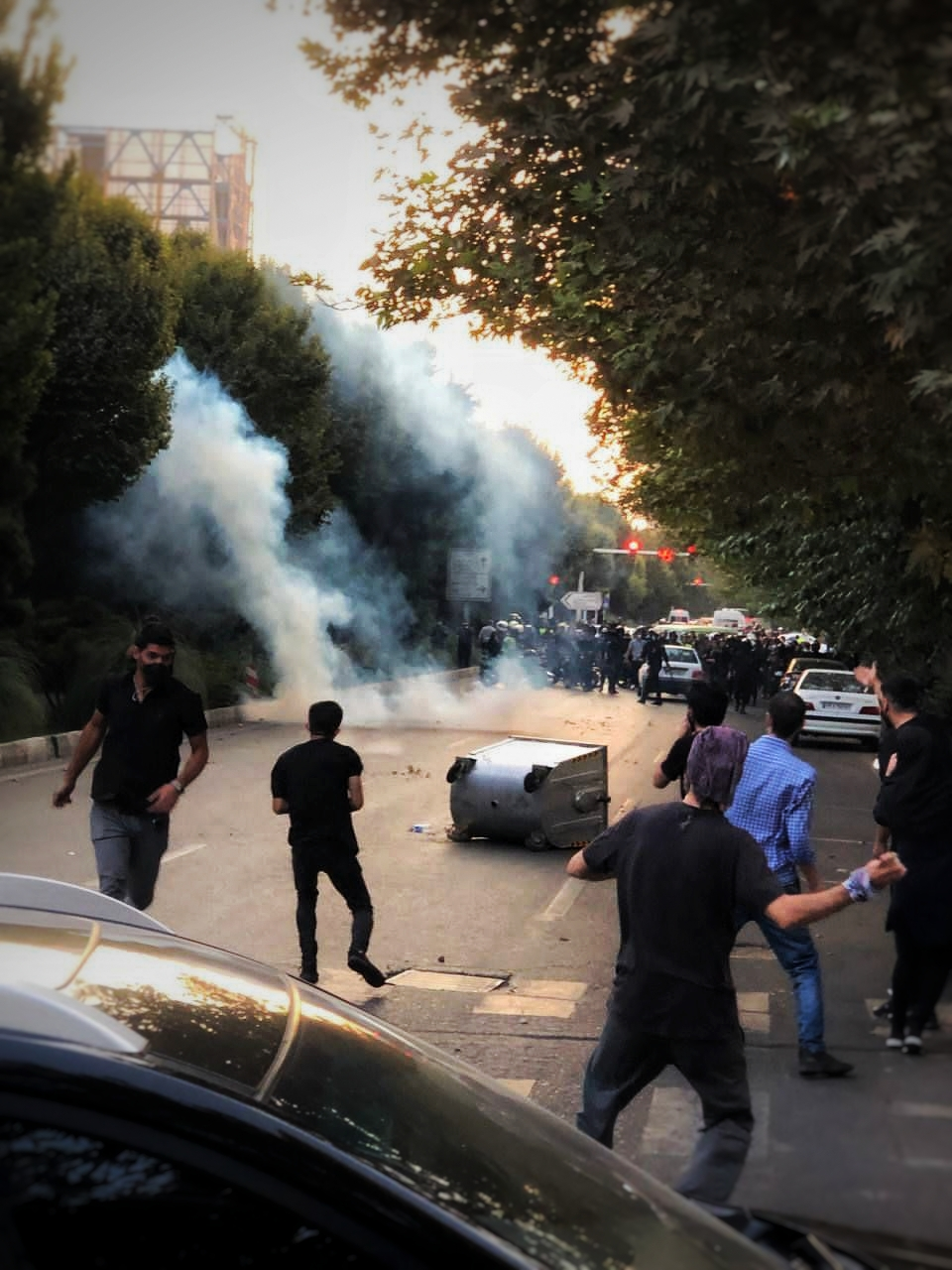
احتجاجاتٌ في شارع كيشافارز المركزي بالعاصِمة طهران ضد شرطة الأخلاق على خلفيّة مقتل أميني.

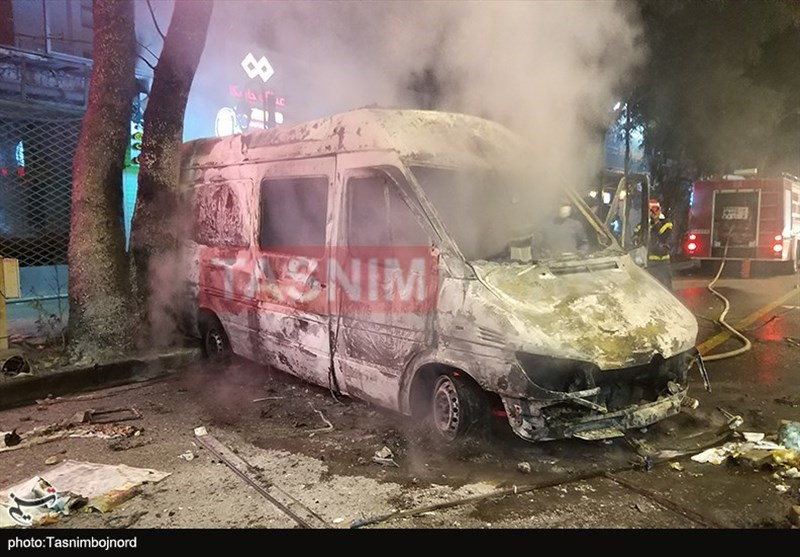
حرق سيارات في أعقاب الاحتجاجات المناهضة للحكومة في بجنورد، مقاطعة خراسان الشمالية، إيران

استمرَّت مقاطعُ حرق الإيرانيات لحجابهنّ احتجاجًا على ما حصلَ لمهسا في الانتشار على شبكة الإنترنت، في الوقت الذي أكّدت فيهِ منظمة هينجاو مقتل متظاهرٍ في المستشفى زعمَت أنّ قوات الأمن الإيرانيّة أطلقت عليه النار في التاسع عشر من أيلول/سبتمبر وفارقَ الحياة بعد يومينِ متأثرًا بالجراحِ التي تعرّض لها، كما نشرت نفسُ المنظمة بيانًا جديدًا حدَّثت فيهِ حصيلة القتلى على يدِ قوات الأمن إلى عشرة، وهو ما أكّدتهُ منظمة العفو الدولية التي أعلنت أنها وثَّقت مقتل ثمانية من العشرة التي أحصتهم هينجاو، كما أدانت ما أسمته «الاستخدام غير القانوني للرصاص المعدني وباقي الذخائر» ضد المتظاهرين.
قُيّد في هذا اليوم الوصول لتطبيقي واتساب وإنستغرام اللذان يُعتبرانِ الأشهر في الداخل الإيراني في ظلّ حظر باقي مواقع وتطبيقات التواصل الاجتماعي، كما قَيّدت الشركات المحليّة التي تُزوّد الإيرانيين بالإنترنت استعمال خدماتها بدرجة كبيرة. نظَّمت البسيج – وهي قوات شعبيّة شبه عسكريّة تتبعُ طهران – مسيرات مضادة لمسيرات الاحتجاجات والتظاهرات أعلنت فيها تأييدها النظام الإيراني. خرجت في المُقابل في دول أخرى مظاهراتُ تضامنٍ مع المحتجّين الإيرانيين وخاصّة في كندا وإيطاليا والسويد وتركيا والولايات المتحدة. أعلنت وكالتان إخباريتان إيرانيتيان شبه رسميتين في وقتٍ متأخرٍ مقتل أحد عناصر البسيج طعنًا في مدينة مشهد.
22 أيلول/سبتمبر
قامَ متظاهرون في طهران ومدن أخرى بإحراق مراكز الشرطة وعددٍ من السيارات معَ استمرارِ الاحتجاجات رغمَ قطع الحكومة الإنترنت على نطاقٍ واسعٍ في جميع أنحاء إيران، حيثُ واصلَ المواطنون في مناطق مختلفة من شمال وجنوب العاصمة احتجاجاتهم بشعارات مختلفة، كما احتجَّ آخرون في مناطق مختلفة من البلاد ووصلت الاحتجاجات المدن الصغيرة بما في ذلك مدنًا لم تُشارك في احتجاجات سابقة. قُوبلت هذه الاحتجاجات بـ «قمعٍ شديدٍ» من قِبل الحرس الثوري وشرطة مكافحة الشغب التابعة للحكومة الإسلامية الإيرانية، حيثُ تصدَّت هذه القوات للمتظاهرين باستخدامِ الغاز المسيل للدموع وإطلاق النار المباشر وهو ما تسبَّبَ بحسبِ عدّة مصادر في سقوطِ عددٍ من المحتجّين.
23 أيلول/سبتمبر
استمرَّت الاحتجاجات في طهران، ووردت أنباءٌ عن وقوعِ اشتباكاتٍ عنيفةٍ في مدينة أصفهان في ساعاتٍ مبكّرة صباحًا، كما استمرَّت المظاهرات في مدن أخرى. أعلنت عددٌ من الجامعات تأجيل التعليم الحضوري والانتقال بشكلٍ مؤقتٍ للتعليمِ عن بُعد. على المستوى الدولي فقد أصدرت وزارة الخارجية الأمريكية ترخيصًا عامًا يسمحُ لبعض الشركات الغربيّة بمساعدة الشعبِ الإيراني على استعادة الوصول لشبكة الإنترنت بعد قطعها من قِبل الحكومة الإيرانيّة. أعلنَ الملياردير ورجل الأعمال الأمريكي إيلون ماسك عزمَ شركته ستارلنك تقديم خدمة الإنترنت للإيرانيين عبرَ الأقمار الصناعيّة. رغمَ ذلك فالترخيص الذي أصدرته الخارجيّة الأمريكيّة لا يسمحُ لشركة ستارلنك بإدخال بعض المعدات لإيران بأيّ طريقة لكنّ الوزارة تركت الباب مفتوحًا للشركة التي يملكها ماسك وباقي الشركات الغربيّة لتقديم طلبٍ للحصول على إذن من وزارة الخزانة الأمريكية فيما يخصُّ المعدات اللازمة للعمل.
24 أيلول/سبتمبر

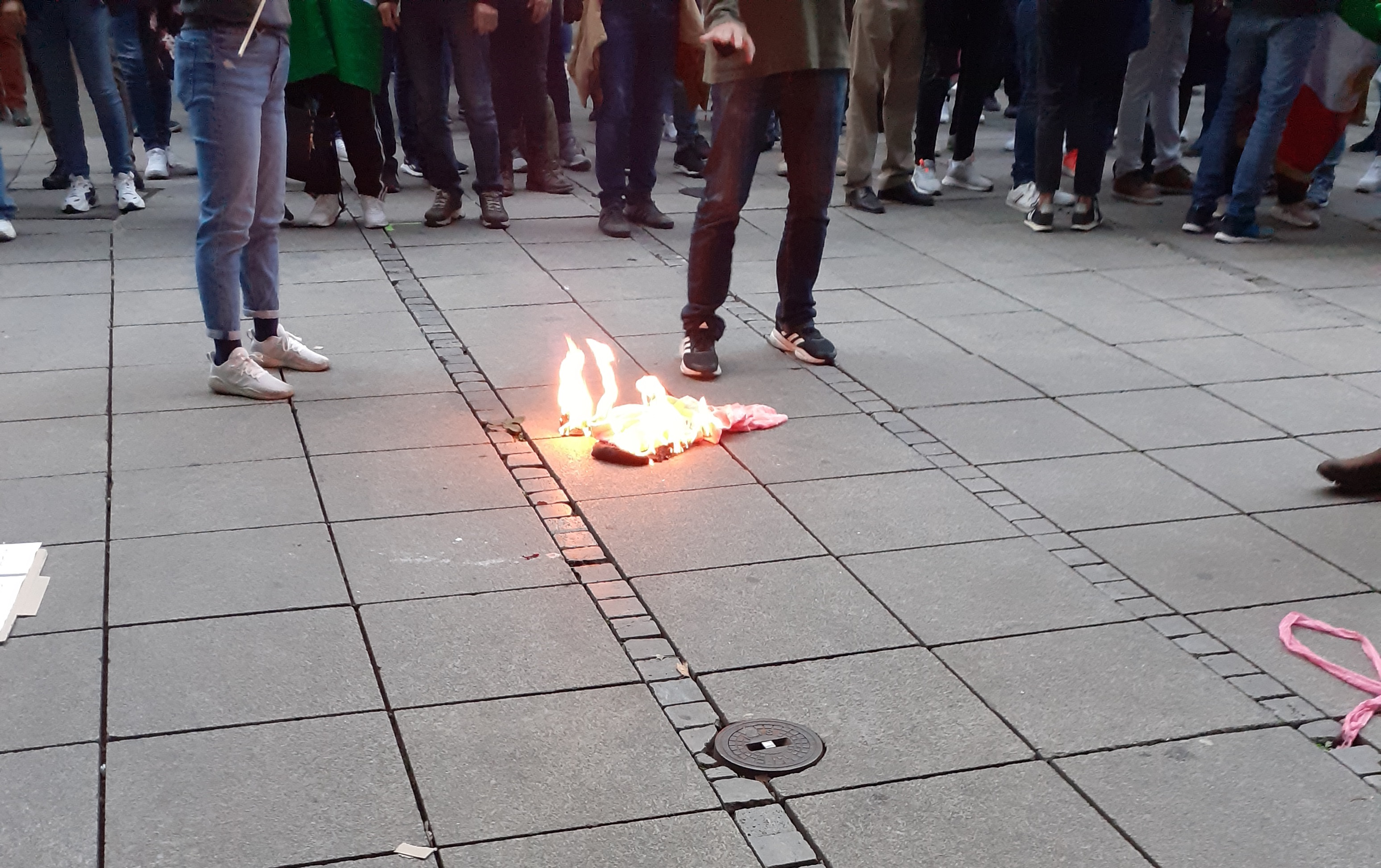
متظاهرون يحرقون حجابًا خلال وقفة تضامنيّة مع الشعبِ الإيراني على خلفيّة مقتل مهسا أميني في مدينة شتوتغارت الألمانيّة.

استمرَّت الاحتجاجاتُ العنيفة في مدينة أشنوية، كما تواصلت في شيراز وفي العاصِمة تحديدًا في الساحات المحيطة بجامعة طهران. خرجَ الإيرانيون المقيمون في الخارج في مسيراتٍ في مدن مختلفة من العالم مثل أربيل وبرلين وشتوتغارت وملبورن دعمًا للشعب الإيراني في احتجاجاته ضد النظام. أقدمت الشرطة الإيرانيّة والحرس الثوري على اعتقال أكثر من 739 متظاهرًا بينهم 60 امرأة على الأقل في محافظة غيلان فقط، كما اعتُقلَ العشرات على يدِ حرس الثورة في مدينة كرمان وسرت أخبارٌ تفيد بالعثور على 88 بندقية في محافظة خوزستان.
25 أيلول/سبتمبر

الفتاة الإيرانية الكردية مهسا أميني.

استمرَّت الاحتجاجات في أجزاءٍ مختلفةٍ من طهران وكرج و‌قاين و‌كاشمر و‌بابل على الرغمِ من الانقطاع الواسع لشبكة الإنترنت، كما استمرَّت الاحتجاجات ضد الحكومة الإيرانيّة في مدن مختلفة من العالَم مثل لندن وبروكسل ونيويورك. وردت أنباءٌ بوفاة أحد أفراد الباسيج متأثرًا بجروحٍ أُصيبَ بها في أرومية في 22 سبتمبر، وهو واحدٌ من بين العديد من أفراد الباسيج الذين قُتلوا خلالَ المظاهرات.
تجمَّع على الجانبِ المُقابل عددٌ من أنصار الحكومة الإيرانية في ساحة الثورة بطهران في ظلّ تهديدٍ منهم في الدخول بمواجهاتٍ عنيفة ضد المحتجّين على خلفيّة مقتل مهسا والذين نزلوا ليلًا إلى الشوارع في مناطق مختلفة من طهران، بوشهر، قزوين، يزد، أرومية، شيراز ومشهد ثمّ حاولت قوات الشرطة وقفَ وقمع الاحتجاجات مرة أخرى. خرجَ الإيرانيون المقيمون في كندا وفرنسا والمملكة المتحدة والنرويج والنمسا في مسيرةٍ لدعم الاحتجاجات الجاريّة في الداخل الإيراني.
26 أيلول/سبتمبر

عدد المتظاهرين الذين قتلوا حسب المحافظة حتى 22 نوفمبر، وفقًا لحقوق الإنسان الإيرانية.

تواصلت الاحتجاجات في أغلب المدن التي بدأت فيها من قبل وامتدَّت هذا اليوم لتبريز و‌قروه و‌برازجان في الوقتِ الذي استمرَّ فيه احتجاجُ الإيرانيين في الخارج في دول مثل كندا وإسبانيا وفرنسا. تجمَّع طلاب طبّ الأسنان في جامعة تبريز ورددوا هتافاتٍ احتجاجًا على اعتقال عددٍ من الطلاب من قِبل الشرطة. خرجَ عالِم الدين والسياسي الإيراني غلام حسين محسني إجئي والذي يشغلُ منصب رئيس المحكمة العليا في إيران بتصريح أيّد فيه القوات الحكوميّة وقال: «[ضباط الشرطة] لم يناموا الليلة الماضية والليالي التي سبقتها... يجبُ شكرهم [على ذلك]». سويعاتٌ بعد تصريح غلام حسين خرجَ المجلس المنظم للعُمّال في مجال النفط ببيانٍ أعلنَ فيه دعمَ نضال الشعب الإيراني ضد «العنف المنظم واليومي ضد المرأة وضد الفقر والجحيم الذي يُسيطر على المجتمع».
27 أيلول/سبتمبر
استمرَّت الاشتباكات بين قوات الأمن والمتظاهرين في عددٍ من المدن فيما حثَّت رافينا شامداساني المتحدثة باسم المفوضية السامية للأمم المتحدة لحقوق الإنسان القيادة الدينية الإيرانية على «الاحترام الكامل للحقّ في حرية الرأي والتعبير والتجمّع السلمي وتكوين جمعيات»، وأضافت شمداساني أن التقارير تُشير إلى أن «المئات قد اعتقلوا أيضًا، بينهم مدافعون عن حقوق الإنسان ومحامون ونشطاء مجتمع مدني وما لا يقلُّ عن 18 صحفيًا»، و«انضمَّ الآلاف إلى التظاهرات المناهضة للحكومة في جميع أنحاء البلاد على مدار الأحد عشر يومًا الماضية. وردَّت قوات الأمن في بعض الأحيان بالذخيرة الحية». حذَّر المجلس المنظم للعمال في مجال النفط الحكومة من أنه إذا استمرَّت حملة القمع على المتظاهرين، فسوف يُضربون، وهي خطوة يمكن أن تشل قطاع النفط الإيراني الذي يمثل جزءًا رئيسيًا من الاقتصاد. قالت منظمة حقوق الإنسان الإيرانية إنَّ قوات الأمن أطلقت الذخيرة الحية مباشرةً على المتظاهرين، كما انتشرت أنباءٌ عن اعتقال فائزة هاشمي، ابنة أكبر هاشمي رفسنجاني، الذي كان رئيسًا لإيران من عام 1989 إلى عام 1997.
28 أيلول/سبتمبر
انتشرت شرطة مكافحة الشغب الإيرانية في الساحات الرئيسية بالعاصِمة طهران لمواجهة من يهتفون «الموت للديكتاتور». نُظّمَ احتجاجٌ تضامني في بوابة براندنبورغ في العاصِمة الألمانيّة برلين شاركَ فيه حوالي 1800 شخص، بما في ذلك السياسية في حزب الاتحاد الاجتماعي المسيحي دوروثي بار والممثلة الإيرانية الألمانية بكاه فريدوني.
29 أيلول/سبتمبر
استمرَّت الاحتجاجات في عدة مدن في مختلفِ أنحاء إيران، كما ألقت الشرطة القبض على كاتب الأغاني الإيراني شيرفين هاجيبور الذي نشر أغنيّة داعمة للاحتجاجات والتي حقَّقت شهرة كبيرة وانتشارًا واسعًا بعدما شاهدها عشرات الملايين على تطبيق إنستغرام.
30 أيلول/سبتمبر
شهدَ يوم الثلاثين من أيلول/سبتمبر تصعيدًا كبيرًا في الاحتجاجات وخاصّة في مدينة زاهدان، حيثُ أطلقت الشرطة الإيرانية النار على المدنيين خلال صلاة الجمعة في هجومٍ وُصفَ من قِبل عددٍ من وسائل الإعلام والمتابعين للشأن الإيراني بـ «الهجوم المنفرد الأعنف منذُ بداية التظاهرات». قُتل خلال هذا الهجوم بحسبِ مصادر رسميّة ما يصلُ إلى أربعين شخصًا وجُرح عشرات آخرون وذلك بعد الاحتجاجات الكبيرة التي اندلعت عقبَ انتشار تقارير عن قيام قائد شرطة باغتصاب فتاةٍ تبلغُ من العمر 15 عامًا في جابهار. كشفَ إمامٌ يُدعى مولوي عبد الغفار نقشبندي قبل ثلاثة أيام من المجزرة عن هويّة قائد الشرطة المُغتصِب، بل أكَّدَ نغشبندي أنه تحدث إلى الفتاة المراهقة شخصيًا كما قابلَ عائلتها، وأضاف: «أعلم أنه من واجبي الديني والأخلاقي كسر هذا الصمت القاتل حتى يُعاقَب هذا المعتدي على أفعاله المخزيّة».
لقد تعرَّض المُحتجّون الذين تجمَّعوا في مركز الشرطة للمطالبة بمعاقبة الجاني لاستهدافٍ من قبل القوات الأمنية والعسكرية على الأرض ولمراقبةٍ من طائرة مروحية في الجو. تمكّن المحتجّون من إضرامِ النيران في مركز الشرطة خلال أعمال الشغب التي استمرَّت طوال الليل. قُتل خلالَ هذه الاشتباكات والاحتجاجات العديد من أعضاء الحرس الثوري الإيراني بما في ذلك قائد كبير في الحرس قُتلَ بعد إصابته برصاصة في الصدر أطلقها «مسلحون مناهضون للنظام» بحسب وسائل إعلام رسمية إيرانية. أفادت نفسُ وسائل الإعلام عن مقتلِ 19 شخصًا وإصابة 32 آخرين من الحرس الثوري ومتطوعون في صفوفِ الباسيج. حدَّدت وسائل الإعلام الرسمية الأفراد البارزين الذين قُتلوا وهم حميد رضا هاشمي الذي كانَ عقيدًا في الحرس الثوري ومحمد أمين أزرشكر من الحرس الثوري أيضًا فضلًا عن محمد أمين عريفي الذي كان يشغلُ منصبًا ما في الباسيج وزميله سعيد برهان ريجي. حمَّلت وكالة الأنباء الإيرانية – التابعة للنظام – من سمَّتهم «الانفصاليون المسلحون» المسؤوليّة واصفةً إيّاهم بالجناة، لكنّ وسائل إعلام أخرى لا تتبعُ الدولة أكّدت نقلًا عن نُشطاء في الحراك قولهم إنّ قوات الأمن الإيرانيّة وبدعمِ الحرس الثوري وباقي الفصائل العسكريّة قد قتلت ما لا يقلُّ عن 40 متظاهرًا هذا اليوم.

### أكتوبر
1 أكتوبر
نُظّمت المزيد من الاحتجاجات في عددٍ من دول العالم تضامنًا مع الانتفاضة في إيران، كما نُظمت مظاهراتٌ تحت شعار «المرأة، الحياة، الحرية» في العديد من المدن الكبرى، بما في ذلك أوكلاند، لندن، ملبورن، نيويورك، لوس أنجلوس، باريس، أوتاوا، سانت جونز، مونتريال  روما، سيول، ستوكهولم وسيدني وزيوريخ. وفقًا لشرطة يورك الإقليمية، فقد حضرَ أكثر من 50.000 شخص احتجاج التضامن في ريتشموند هيل بالقربِ من تورنتو.
تواصلت الاحتجاجات في الداخل الإيراني أيضًا ولو بشكل أقلّ، وأفادت وسائل إعلام محليّة بإطلاقِ السلطات الإيرانية الرصاص في الهواء لتفريق المتظاهرين في جامعة آزاد الإسلامية. أفرجت طهران عن الإيراني الأمريكي محمّد باقر نمازي وابنه سياماك نمازي وذلك في محاولةٍ منها لرفعِ بعض العقوبات الأمريكية على الموارد الماليّة للدولة، لكنّ الولايات المتحدة دحضت أي علاقةٍ بين الرهائن والعقوبات.
2 أكتوبر
تواصلت الاحتجاجات ووردَ أن الشرطة الإيرانيّة أطلقت النار على عددٍ من الطلاب في حرم جامعة شريف التكنولوجيّة، لكنّ وزير العلوم والبحوث والتكنولوجيا محمد علي زولفيغول نجحَ في التدخل ورافق بعض الطلاب إلى الخارج، فيما حُوصرَ آخرون واحتجزوا من قِبل السلطات. واصلَ في الوقت ذاته مناصرو الاحتجاجات الإيرانية التظاهر في عددٍ من المدن من مختلف أنحاء العالم.
3 أكتوبر
في أول بيانٍ له منذ اندلاع الاحتجاجات الواسعة في البلاد، وصفَ المرشد الأعلى للثورة الإسلامية علي خامنئي الاضطرابات الواسعة النطاق بأنها «أعمال شغب» كما وصفها بأنها «مؤامرة أجنبيّة»، واسترسل: «أقولُ صراحةً إنّ أعمال الشغب هذه وانعدام الأمن كانا من تصميمِ الولايات المتحدة والنظام الصهيوني المحتل المزيّف ومن يدفعانِ لهم، وبعض الإيرانيين الخونة في الخارج [الذين] ساعدوهما»، مُضيفًا: «إنّ المؤامرة من ترتيبِ أعداء إيران لأنهم يشعرون أن البلاد تتقدم نحو قوة كاملة ولا يمكنهم تحمُّل ذلك»، كما ذكر خامنئي أن حرق المصاحف وخلع الحجاب عن النساء المحجّبات وحرق المساجد من بين أمور أخرى «ليسَ ردَّ فعلٍ طبيعي»، وبشأن التوترات في المناطق الكردية والبلوشية في إيران، قال: «لقد عشتُ بين البلوش وهم موالون بشدة للجمهورية الإسلامية ... الكرد هم أيضًا من بين أكثر الجماعات تقدمًا في إيران [وهم] يُحبّون وطنهم والإسلام والمؤسَّسة». لقد حاولت القيادة الدينية في إيران بحسبِ عددٍ من متابعي الشأن المحلّي والتحليلات الصحُفيّة تصوير الاحتجاجات على أنها «أهداف انفصاليّة» وأنها «مؤامرة أجنبية» كما وصفها المرشد نفسه.
انتشرت في هذا اليومِ مقاطعُ فيديو على شبكات التواصل الاجتماعي وزاد تداولها في الأيام اللاحقة حيثُ أظهرت فتيات مراهقات لا يتجاوزن سنّهنَّ الـ 18 سنة انضممنَ في عدة مدن إلى الاحتجاجات دون حجاب وردّدنَ شعارات مناهضة للحكومة. وصفت قناة بي بي سي نيوز هذه المقاطع بـ «الدعم غير المسبوق للاحتجاجات». أظهرت بعضُ مقاطع الفيديو التي جرى تداولها على نطاقٍ واسعٍ مجموعةً من التلميذات في مدينة كرج وهنَّ يُجبرنَ مسؤولًا تربويًا على الخروج من مدرستهنّ مع سماعِ هتافاتٍ من قبيل «عار عليك» كما ضربنه بما بدا أنه زجاجات مياه فارغة. سارت فتيات المدارس في شوارع مدن أخرى دون حجابهنّ وهتفنَ بالشعار الشهير لهذه الاحتجاجات «المرأة، الحياة، الحريّة». منعت طالبات المدارس في مدينة شيراز حركة المرور على طريق رئيسي بينما كنَّ يهتفنَ «الموت للديكتاتور» في إشارةٍ مباشرةٍ إلى خامنئي، واحتجت التلميذات أيضًا في سقز. أظهرت إحدى الصور التي تم تداولها على وسائل التواصل الاجتماعي مجموعةً من التلميذات وهنَّ يرفعن إصبعهن الأوسط على صورة لخامنئي والخميني.
جاءت احتجاجاتُ تلميذات المدارس في أعقابِ مقتل المتظاهرة نيكا شكارامي البالغة من العمر 16 عامًا، والتي كانت قد اختفت في مظاهرةٍ قبل 10 أيام. بحسبِ تقريرٍ صادرٍ عن بي بي سي فارسي، فقد زعمت عائلة شكارامي أنها اختفت لمدة 10 أيام بعد احتجاجٍ في طهران في 20 أيلول/سبتمبر. أخبرت شكارمي في رسالتها الأخيرة صديقةً لها أن قوات الأمن تلاحقها، قبل أن تعثر عائلة شكارمي في 30 أيلول/سبتمبر على جثتها في مشرحة مركز احتجاز بطهران. سُمحَ للعائلة برؤية وجه شكارامي لفترة وجيزة فقط، وتبيَّنَ لهم أن أنفها وجمجمتها مكسورة. نُقلت جثة شكارامي إلى مدينة خرم آباد، مسقط رأس والدها، في 2 تشرين الأول/أكتوبر الذي وافقَ عيد ميلادها السابع عشر. بضغطٍ من السلطات وافقت أسرتها على عدم إقامة جنازة، وقالت بي بي سي فارسي إن عمّة شكرامي، التي نشرت أخبارًا عن ابنة أختها على مواقع التواصل الاجتماعي اعتُقلت بعد أن داهمت قوات الأمن منزلها وهدّّدت بقتلها إذا شارك أي فردٍ من العائلة في الاحتجاجات الجاريّة، وقالت عمة شكارامي إنها أُبلغت أنّ ابنة أختها كانت في عهدة الحرس الثوري وسُجنت لفترة وجيزة في سجن إيفين. أخبرت العائلة بي بي سي الفارسية في الثالث من أكتوبر أن السلطات «سرقت جثة شكارامي» ودفنتها في قرية ويسيان، على بُعد 40 كيلومتر (25 ميل) من خرم آباد.
4 أكتوبر
ألقى الرئيس الإيراني إبراهيم رئيسي خطابًا دعا فيه إلى الوحدة وكرَّر مزاعم خامنئي السابقة حول التدخل الأجنبي. أُطلقَ في هذا اليومِ أيضًا سراح المغني شيرفين هاجيبور بكفالة.
5 – 7 أكتوبر
انتشرت قوات الأمن الإيرانية في جامعات عدة مدن منها أورمية وتبريز ورشت وطهران. قامت الممثلتان الفرنسيتان جولييت بينوش و‌إيزابيل أوبير بقصِّ خصلات شعرهنّ احتجاجًا على مقتل أميني.
8 أكتوبر
بدأت الاحتجاجات في هذا اليوم قُبيل الظهر، ففي جامعة الزهراء وقفَ الرئيس رئيسي لالتقاط صورة جماعية في مكان معيّن من الحرم الجامعي، في الوقتِ الذي صاحت فيهِ متظاهرات في أماكن أخرى بالحرم بهتافات من قبيل «الموتُ للظالم». تواصلت الاحتجاجات في سقز و‌ سنندج، كما جرى تداول مقطع فيديو لامرأة قُتلت بالرصاص في مشهد وقُورنت عمليّة القتل هذه بمقتل ندى آغا سلطان في عام 2009. استمرَّت الاحتجاجات في طهران وأصفهان وكرج وشيراز وتبريز، ومع دخول الاحتجاجات أسبوعها الرابع، حاولت وكالات الأنباء شبه الرسمية الحكومية التقليل من أهميّة الاحتجاجات في طهران، بالقول إن هناك «مظاهرات محدودة»، وقالت إن البازاريين أو العاملين في قطاع البازار قد أغلقوا متاجرهم خوفًا من الأضرار التي قد تتسبَّب بها الاحتجاجات ناكرةً بذلك وجود إضراب. أظهرت مقاطع فيديو أخرى مقتلَ رجلٍ خلف مقود سيارته في مدينة سنندج، وألقت وكالة أنباء الجمهورية الإسلامية الإيرانية باللومِ على «معادين للثورة» نافيةً أن تكون قوات الأمن قد استخدمت الذخيرة الحية. حصلَ في هذا اليوم اختراقٌ لبث تلفزيوني مباشر من قبل مجموعة نشطاء يُطلقون على أنفسهم اسم «عدالت علي» (بالفارسية: عدالت علی) في حوالي الساعة 18:00 بالتوقيت المحلي، ونشر المخترقون عوضَ البث صورةً لعلي خامنئي مستهدفًا بمجموعة من الشعارات ومحاطًا بألسنة اللهب، مع تعليقات موجَّهة للمشاهدين فضلًا عن رسائل من قبيل «دماء شبابنا على يديك» مصحوبةً بتسجيلات صوتية وبأنشودة «المرأة، الحياة، الحرية».
9 أكتوبر
انتشرت في هذا اليوم وعلى نطاقٍ واسعٍ فيديوهات اختراق البثّ التلفزيوني والرسائل التي وُجّهت للنظام الإيراني عقبَ الاختراق، فيما سرت أخبارٌ بإلقاء قوات الأمن القبض على تلاميذٍ داخل مدرسة ووضعتهم داخل شاحنات بدون لوحات. أُغلقَت جميعُ المدارس ومؤسّسات التعليم العالي في المناطق الكردية الإيرانية بدفعٍ من الحكومة، وهو ما أكّد بحسبِ صحيفة الغارديان البريطانيّة قلق النظام بشأن الاحتجاجات والمعارَضة المستمرة. استمرت خلال اليوم بطوله الاحتجاجات في عشرات المدن في مختلف أنحاء البلاد، وشاركت فيها المئات من طالبات الثانوية والجامعات. قُمعَت أغلبُ الاحتجاجات عبرَ الغاز المسيل للدموع كما استُخدمَت الذخيرة الحية من قبل قوات الأمن بحسبِ جماعات حقوقية، لكنّ الحكومة الإيرانية نفت المزاعم الأخيرة.
10 أكتوبر
استمرَّت الاحتجاجات المناهضة للنظام في جميع أنحاء البلاد، كما عاودت الاشتعال في عشرات المدن. نشرت في هذا اليوم صحيفة الغارديان تقريرًا مُفصّلًا أكّدت فيهِ «مكافحة» المسؤولين الحكوميين من أجل وضع حد لهذه الاحتجاجات. في نفس سياق التظاهرات فقد هدَّد أكثر من 1000 عامل في مصانع البتروكيماويات الإيرانية في مدينةِ بوشهر الحكومة بالإضراب، ورددوا الهتافات الشعبيّة التي برزت في هذه الاحتجاجات على غِرار هتاف «الموت للديكتاتور»، وهي التطوّرات التي وصفتها الجارديان بأنها «تطور مشؤوم للنظام». نُشر مقطع فيديو على موقع التدوين المصغَّر تويتر يُصوّر العشرات من عمال النفط وهم يغلقون الطريق المؤدي إلى مصنع بوشهر للبتروكيماويات مع ترديدِ الهتافات المنادية بإسقاط النظام وبالموتِ للديكتاتور.
اعتُبر انضمام عمال مصانع البتروكيماويات تطورًا ملحوظًا ومؤثرًا على اعتبار أن إيران تعتمدُ اعتمادًا كبيرًا على صادراتها النفطية، حيث أكّدت عددٌ من الصحف الغربيّة في تحليلاتها أنّ الحكومة ستعملُ على فرضِ استمرار إنتاج النفط رغم كل هذه التطورات، كما ستُحاول منعَ مثل هذه الاحتجاجات بين عمال النفط من الانتشار في باقي المصانع المتفرقة على ربوع البلاد. أصدرَ في هذا اليوم أعضاء المجتمع الطبي الإيراني وللمرة الثالثة منذ بدء الاضطرابا بيانًا يُطالبون فيه قوات الأمن بمزيدٍ من ضبط النفس، وأكدوا أن المتظاهرين نُقلوا من سيارات الإسعاف وتعرضوا للضرب على أيدي قوات الأمن بالهراوات. زعمَ محافظ محافظة كردستان إسماعيل كوشه دون تقديم أدلة أنّ جماعات مجهولة «خططت لقتل شبان في الشوارع»، وبحسب الصحافة الرسمية الإيرانية فقد قُتل 24 مسؤولًا أمنيًا منذ بدء الاحتجاجات على يدِ من تُسمّيهم الحكومة «مثيري شغب»، أمّا منظمة هنغاو لحقوق الإنسان فقد أكّدت تواجدَ القوات الأمنية بكميات كبيرة في عددٍ من المدن، كما أعلنت مقتل خمسة أكراد على الأقل وإصابة أكثر من 150 آخرين منذ يوم السبت الموافق للثامن من تشرين الأول/أكتوبر.
11 أكتوبر
استمرَّت الاشتباكات بين المتظاهرين وقوات الأمن الحكومية، فشنَّت الأخيرة «حملة قمع قاتلة» كما وصفتها وكالة رويترز للأنباء. أظهرت لقطات مُصوّرة جرى نشرها على وسائل التواصل الاجتماعي نقل دبابات إلى مناطق الأكراد في إيران، لكنّ رويترز قالت إنها لا تستطيعُ التحقّق من مقاطع الفيديو تلك. شهدت منشآت الطاقة إضرابًا لليوم الثاني تواليًا، كما أظهرت مقاطع الفيديو التي جرى نشرها على تويتر عمالًا يحتجّون في مصفاة نفط في مدينة عبادان وفي مصنع بوشهر للبتروكيماويات، وأظهرت مقاطع فيديو أخرى بضع عشراتٍ من عمال النفط وهم يهتفون «الموت للديكتاتور». حاول مسؤول حكومي إقليمي إيراني إنكار الاضطرابات المستمرة في قطاع الطاقة، وقال إنّ العمال في أحدِ المصانع المحليّة غضبوا من الخلاف على الأجور ولم يحتجّوا على وفاة أميني، وبالمثل ذكرت وكالة الأنباء الإيرانية الرسمية (إرنا) أن مصفاة عبادان كانت تعملُ بشكل طبيعي ونفت وقوع إضراباتٍ في المنشأة. واصلت عشرات الجامعات إضرابها، في الوقتِ الذي أضرم فيهِ متظاهرون النار في فولادشهر بمحافظة أصفهان. ذكرت وكالة رويترز في تحليلها لما يجري أنّ الاحتجاجات الجماهيرية والإضرابات صارت أقوى بفضلِ انضمام عمال النفط والبازاريين الذين لعبوا دورًا مهمًا من قبل في مساعدة رجال الدين الشيعة في إيران على الوصول إلى السلطة عام 1979.
12 أكتوبر
نقلت شبكة سي بي إس نيوز عن عددٍ من المنظمات الحقوقيّة اتهامها للنظام الإيراني بسجنِ مئات الأطفال دون السماح لهم بإخطار والديهم، لكنّ يوسف نوري وزير التعليم الإيراني صرَّحَ بأن أطفال المدارس الموقوفين محتجزون في «مراكز نفسية»، وسيتمُّ تسريحهم بمجرد «إصلاحهم». اعترفَ قائد الشرطة حسين أشتري بإطلاق النار على المتظاهرين، لكنه لم يُحمّل القوات الحكومية المسؤوليّة بل نسبها إلى من سمَّاها «الجماعات المعادية للثورة» التي ترتدي زيّ الشرطة كما قال. دعا المتظاهرون إلى مسيرة حاشدة في طهران في أعقاب أعمال العنف التي وقعت في الليلة السابقة في العاصمة وكذلك في سنندج ومدن أخرى، كما ظلّّت العديد من المحلات التجارية في طهران مغلقة احتجاجًا على ما حصل في حين فرَّقت قوات الأمن مظاهرة بقيادة نقابة المحامين في طهران.
في مؤتمر صحفي في واشنطن، قال المتحدث باسم وزارة الخارجية الأمريكية نيد برايس إنّ إحياء خطة العمل الشاملة المشتركة «ليس محور اهتمامنا الآن»، وأنّ الولايات المتحدة تُركّز على كيفية دعم المحتجين الإيرانيين في مظاهراتهم السلمية. دعا السياسي المحافظ البارز علي لاريجاني ردًا على تشديد الدولة فيما يخصُّ قوانين الحجاب إلى «إعادة النظر» بخصوص بندِ تطبيق الحجاب الإلزامي، وأقرَّ بأن الاحتجاجات لها جذور سياسية عميقة، وليست مجرد نتيجة لتدخل الولايات المتحدة أو مؤامرة إسرائيلية كما يُروّج النظام الإيراني ووسائل الإعلام التابعة له. حلَّلت صحيفةُ الغارديان البريطانيّة تصريحات لاريجاني معتبرةً إيّاهُ «الشقوق الأولى» بين النخب السياسية الإيرانية فيما يتعلق بالاضطرابات، حيث تتناقض نبرته ونغمتهُ مع نغمة خامنئي والبرلمان الإيراني وقوات الأمن. قال لاريجاني للصحيفة الإيرانيّة اطلاعات: «إذا كانت 50٪ من نساء بلادنا لا يرتدينَ الحجاب الكامل، فلا داعي إذن لتدخل وانخراط للشرطة ... السؤال هنا: هل يجب أن تتدخل الحكومة في كل هذه الأمور؟».
واصلت قوات الأمن قمعها للاحتجاجات في المناطق الكردية بإيران، حيث قُتل 7 متظاهرين خلال هذه الليلة، وبحسبِ منظمة هنغاو لحقوق الإنسان فقد اشتبكَ المتظاهرون معَ قوات الأمن التي تدخلت بعنفٍ لفضّ تلك التظاهرات، وقد تسبَّبت النيران المباشرة التي أطلقها الجنود في مقتل شخصين في كرمانشاه، فضلًا عن مقتل ثلاثة من أفراد قوات الأمن وإصابة 40 آخرين. نفت الحكومة الإيرانية مُجددًا إطلاق النار على المتظاهرين.

## الشعارات

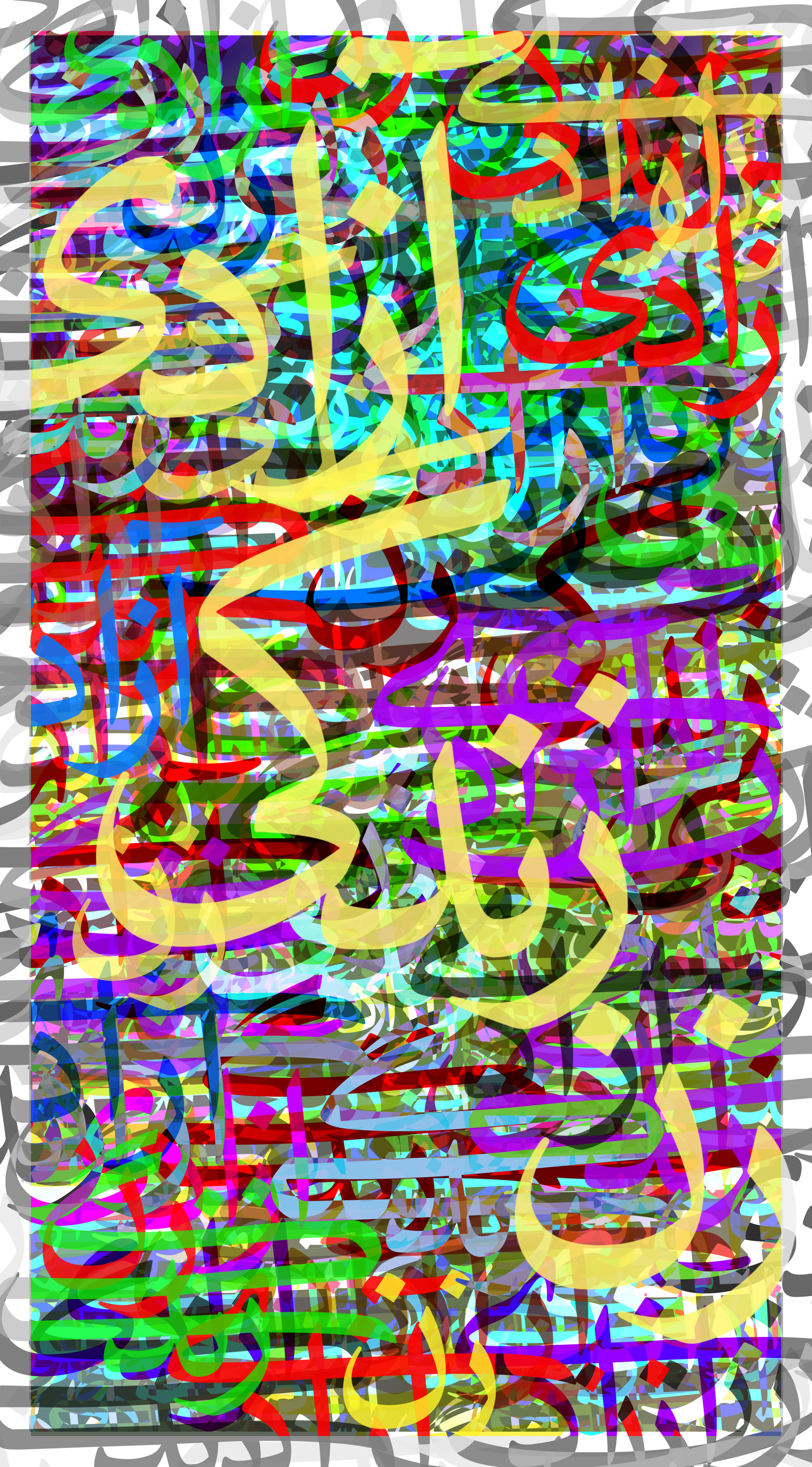
شعارُ «المرأة، الحياة، الحريّة» باللّغة الفارسيّة وهو أحد أبرز الشعارات التي نادى بها المُحتجّون خلال المظاهرات ردًا على مقتل مهسا.

شهدت الاحتجاجات المناهضة للحكومة ردًا على مقتلِ مهسا أميني استخدامَ المُحتجّين والمحتجّات لعددٍ كبيرٍ من الشعارات واللافتات والتي استهدفت بشكل مباشر النظام الإيراني وزعيمه خامنئي والعنف المُمَارس ضدّ المرأة بما في ذلك عُنف شرطة الأخلاق.
هذه قائمةٌ بأبرز وأشهر الشعارات التي اسخدمها المتظاهرون
- «الموت للديكتاتور»
- «المرأة، الحياة، الحريّة»
- «سأقتل، سأقتل من قتل أختي»
- «شرطة الأخلاق قاتلة»
- «نُقسم بدم مهسا أنّ إيران ستتحرر»
- «خامنئي قاتل وحكومته باطلة»
- «اضطهاد المرأة من كردستان إلى طهران»
- «عارنا عارنا قائدنا»

## قطع الإنترنت
أعلنت المنظمة غير الحكوميّة نت بلوكس وهي منظمةٌ تُراقب حرية الإنترنت في مختلفِ دول العالم عن انقطاعٍ واسعٍ للإنترنت في إيران تزامنًا مع الاحتجاجات ضد الحكومة على خلفيّة مقتل أميني، حيثُ أكّدت ذات المنظمة أنّ مزوّدي خدمة الاتصالات بالإنترنت في البلد قد عطّلوا شبكاتهم إلى حدٍ بعيد، كما قُيّد الوصول لعددٍ من مواقع وتطبيقات التواصل الاجتماعي وعلى رأسها واتساب وإنستغرام في ظلّ الحظر الكلّي لمواقع وتطبيقات أخرى.

## العقوبات الأمريكية
أعلنت وزارة الخزانة الأمريكية في 22 أيلول/سبتمبر 2022 فرضها عقوباتٍ جديدةٍ على عددٍ من قادة شرطة الأخلاق بالإضافةِ إلى سبعة من كبار القادة في منظمات أمنية إيرانية أخرى وذلك بسبب وقوفها خلفَ «العنف المُمارَس ضد المتظاهرين ومقتل مهسا أميني». ضمنَ قائمة الذين فُرضت عليهم العقوبات هناكَ محمد رستمي غاتشي رئيس شرطة الأخلاق وكيومارس حيدري قائد القوة البرية في الجيش الإيراني بالإضافة إلى وزير وزارة الاستخبارات والأمن الوطني إسماعيل الخطيب وأحمد ميرزائي رئيس قسم شرطة الأخلاق في طهران فضلًا عن سالار أبنوش نائب قائد البسيج، واثنان من قادة إنفاذ القانون هما منوشهر أمان الله وقاسم رضائي. شملت العقوبات تجميد أيّ ممتلكات أو مصالح في الأماكن الواقعة ضمن الولايات القضائية التابعة لواشنطن مع ضرورة إبلاغ وزارة الخزانة بها، عدا عن فرضِ عقوبات على أي أطراف تُسهل المعاملات أو الخدمات للكيانات الخاضعة للعقوبات.

## الضحايا
ذكرت مجموعة حقوق الإنسان الكردية (تُعرَف باسمِ هينجاو اختصارًا) أنها وثَّقت مقتل ثلاث أشخاص في إقليم كردستان، مع جرحِ 221 آخرين واعتقال 250 متظاهرًا ومتظاهرة في الإقليم بحلول 21 أيلول/سبتمبر. بالعودةِ إلى يوم الثلاثاء الموافق للتاسع عشر من سبتمبر فقد وثَّقت وسائل الإعلام المحليّة مقتل شابٍ يبلغُ من العمر 23 عامًا يُدعى فرجاد درويشني على يد الشرطة في إحدى بلدات مدينة أرومية. كان فرجاد يحتجُّ إلى جانب مواطنين أورميين آخرين ضد الحكومة والقيادة الإيرانية في أعقابِ مقتل مهسا أميني، فأطلقَ رجال الشرطة النار عليه خلال المظاهرة ليُفارق الحياة وهو في طريقه إلى المستشفى متأثرًا بالجراحِ التي أُصيب بها الناجمة عن الطلقة أو الطلقات الناريّة التي تعرَّض لها.

## الثقافة الشعبية

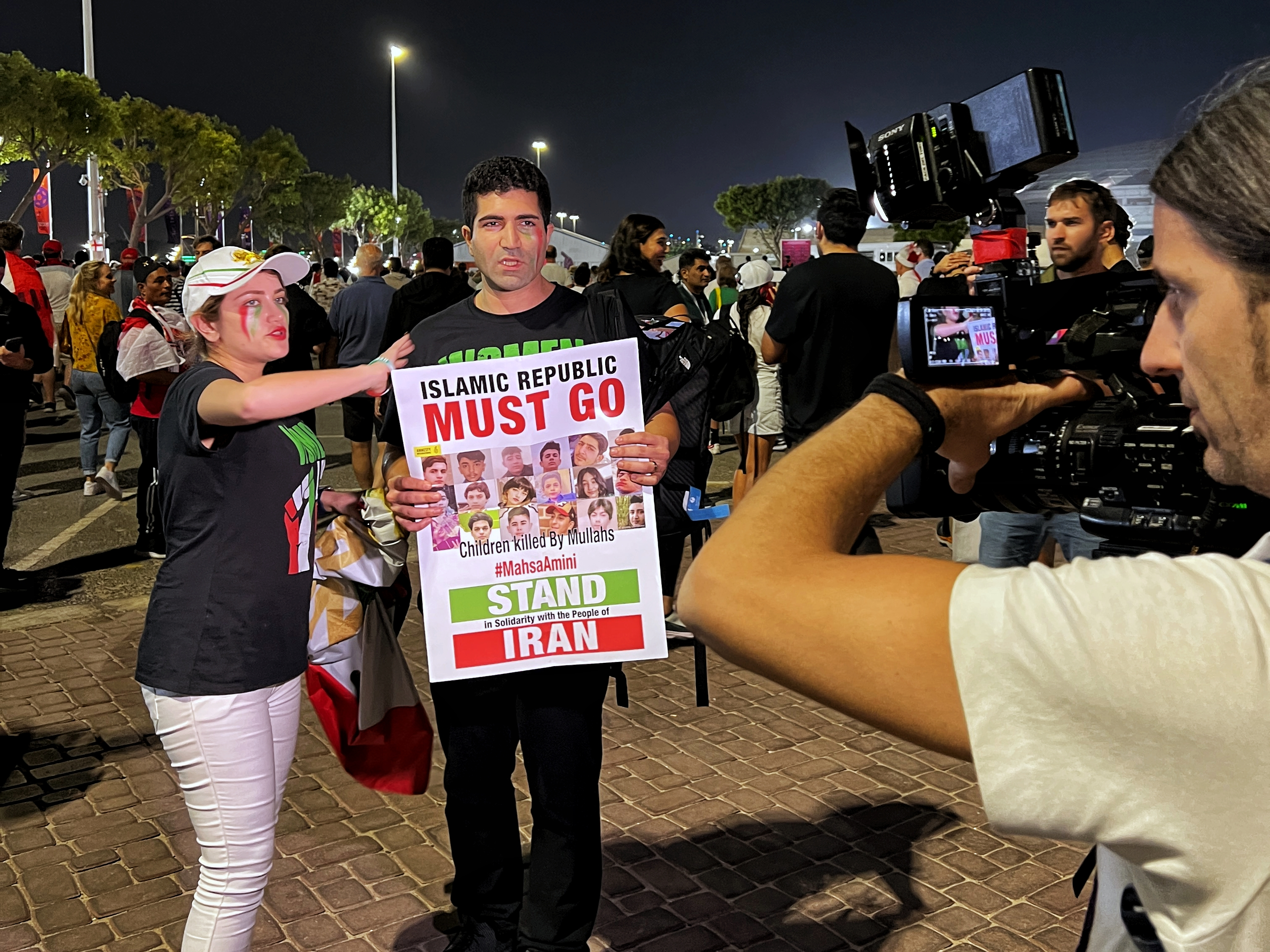
الاحتجاجات الإيرانية 2022

### الموسيقى
أصدر شاهين نجفي في 25 أيلول/سبتمبر أغنيةً لدعمِ الانتفاضة الشعبيّة ضد النظام الحاكِم،، كما نشرَ شيرفين هاجيبور أغنيةً له على شكلِ فيديو موسيقي انتشرت على شبكة الإنترنت بشكلٍ كبيرٍ وجرى تداولها على عدّة منصات كما شاهدها ملايين الأشخاص حول العالَم. قُبض على شيرفين في في 29 أيلول/سبتمبر وذلك بعد أيام قليلة من نشرِ أغنيته، ثم أطلقَ سراحه بكفالة بعد أن حذف الفيديو الأصلي الذي أطلقت عليه العديد من وسائل الإعلام اسم «نشيد الاحتجاجات».

### الرياضة
ارتدى منتخب إيران لكرة القدم سترات سوداء بدون شعار قبلَ المباراة الوديّة استعدادًا لكأس العالَم 2022 والتي خاضها في 27 أيلول/سبتمبر ضد السنغال. بسببِ السترات السوداء الغامقة فلم يظهر شعار المنتخب الإيراني ولا القميص كاملًا، كما دعمَ بعضٌ من أعضاء الفريق الاحتجاجات عبرَ التغريد على حساباتهم الرسميّة على مواقع التواصل الاجتماعي تضامنًا مع المتظاهرين. فُسّر ارتداء السترات السوداء الغامقة قُبيل دقائق من بداية المباراة على أنها إظهارُ دعمٍ إضافي تضامنًا مع ما يجري في بلادهم.
ردًا على كل هذه التحركات الثقافيّة وغيرها، علَّق علي خامنئي على موقفِ المشاهير من أعمال الشغب قائلًا: «إنّ المجتمع الفني والرياضي الإيراني لن يتلوث بمثل هذه الحركات التي تُسعد العدو»، وأضاف: «إن المجتمع الفني والرياضي لا يزال حيًا ... لا قيمة لاتخاذ موقفٍ من قلّةّ منهم».

## ردود الفعل
بعد انتشارِ صور ومقاطع فيديو للاحتجاجات وردّ الفعل من الحكومة الإيرانيّة، أصدرت العديد من المنظمات الحقوقية الدولية مثل مجموعة حقوق الإنسان الإيرانية ومنظمة هيومن رايتس ووتش والمفوضيّة السامية للأمم المتحدة لحقوق الإنسان بالإنابة ندى الناشف بياناتٍ عبَّرت فيها عن قلقها مما يجري في الداخل الإيراني، بل إنَّ منظمة هيومن رايتس ووتش عبَّرت بشكلٍ صريحٍ عن مخاوفها فيما يخصُّ التقارير التي تتحدث عن استخدام السلطات للغاز المسيل للدموع والقوة المميتة لتفريقِ المتظاهرين.
وفقًا لبي بي سي ، اعتبارًا من نوفمبر 2022، أصبح الرأي العام الغربي بقوة جانب المتظاهرين. بالنسبة للحكومات الغربية ، تتنافس الاحتجاجات على الأولوية مع قضايا أخرى مثل التسلح النووي الإيراني وشحنات الأسلحة الإيرانية إلى روسيا. أدانت العديد من المنظمات غير الحكومية الدولية صراحةً الحكومة الإيرانية بسبب القمع العنيف ، لكن الأمم المتحدة رفضت أن تحذو حذوها ، وبدلاً من ذلك اقتصرت على البيانات المثيرة للقلق.
في 22 سبتمبر ، كان من المقرر أن تجري مراسلة CNN الدولية كريستيان أمانبور مقابلة مع الرئيس رئيسي في مدينة نيويورك ، بعد ظهوره في الجمعية العامة للأمم المتحدة .. خططت أمانبور للتحدث مع رئيسي حول العديد من القضايا الدولية ، بما في ذلك وفاة أميني والاحتجاجات التي تلت ذلك. كانت المقابلة هي المرة الأولى التي يتحدث فيها رئيسي مع وسائل الإعلام الأمريكية على الأراضي الأمريكية. بعد أربعين دقيقة من الموعد المقرر لبدء المقابلة وقبل وصول رئيسي ، قدم أحد مساعدي الزعيم الإيراني طلبًا في اللحظة الأخيرة وذكر أن الاجتماع لن يتم إلا إذا ارتدت أمانبور الحجاب ، في إشارة إلى "الوضع في إيران" ودعا انها "مسألة احترام". ردت أمانبور بأنها لا تستطيع الموافقة على "الوضع غير المسبوق وغير المتوقع" وتحدثت فيما بعد عن الوضع قائلة إنه عند إجراء مقابلات خارج إيران "لم يطلب مني أي رئيس إيراني ... ارتداء غطاء الرأس".
تظاهرت عدة نساء إيرانيات يعشن في الهند ضد الحكومة الإيرانية وأحرقن حجابهن كعلامة على الاحتجاجات.
وأوضح الرئيس إبراهيم رئيسي أن "الأعداء يريدون خلق فتنة جديدة بركوب موجة الرزق والمطالب الاقتصادية للشعب ؛ لكن الناس يقظون ولن يسمحوا بالإساءة أثناء رفع مطالبهم".
في 24 سبتمبر ، استدعت وزارة الخارجية الإيرانية سفيري المملكة المتحدة والنرويج ، بشأن ما اعتبرته "موقفهم التدخلي". على وجه الخصوص ، احتجت السلطات الإيرانية على "العداء" المزعوم من قبل وسائل الإعلام الناطقة باللغة الفارسية في لندن ، وكذلك التصريحات التي أدلى بها إيراني المولد رئيس البرلمان النرويجي مسعود قراهخاني ، لدعم الاحتجاجات.
زعمت إيران أن الجماعات الكردية في العراق دعمت الاحتجاجات ، وشنت هجمات على إقليم كردستان العراق . أسفر هجوم بطائرة بدون طيار وصاروخ في 28 سبتمبر / أيلول على جماعة معارضة إيرانية كردية في العراق عن مقتل 14 شخصًا على الأقل ، بمن فيهم أمريكية ووليدها.  أدانت الولايات المتحدة الهجوم وهددت بمزيد من العقوبات ضد إيران.  اعتبارًا من 5 أكتوبر 2022، كانت الهجمات الإيرانية (الضربات المدفعية بالأساس) على كردستان العراق لا تزال مستمرة.
في 3 أكتوبر / تشرين الأول ، علق خامنئي لأول مرة على وفاة أميني وقال إن "موتها حطم قلبي بعمق" ووصفها بأنها "حادثة مريرة"، مع تقديم دعمه الكامل لقوات الأمن ضد المتظاهرين.  رفض خامنئي الاضطرابات الواسعة النطاق ووصفها بأنها "أعمال شغب" سببتها دول أجنبية ومنشقون في الخارج.
في 10 أكتوبر / تشرين الأول ، دعا المتحدث باسم وزارة الخارجية الإيرانية ناصر الكناني الأجانب إلى "احترام قوانيننا" وأشار إلى أن إيران اعتقلت 9 من مواطني الاتحاد الأوروبي لدعمهم الاحتجاجات.
في 2 نوفمبر ، وصف خامنئي أحداث الأسابيع القليلة الماضية بأنها "حرب مختلطة" وقال إن "الشباب الذين نزلوا إلى الشوارع هم أطفالنا".
في أوروبا وأمريكا الشمالية ، تظاهر آلاف المتظاهرين تضامناً مع المتظاهرين الإيرانيين.

### منظمات دولية
- الاتحاد الأوروبي: أدانت خدمة العمل الخارجي الأوروبي (EEAS) وفاة أميني في بيان ودعت الحكومة الإيرانية إلى "ضمان احترام الحقوق الأساسية لمواطنيها". في 4 أكتوبر ، قال مسؤول السياسة الخارجية في الاتحاد الأوروبي ، جوزيب بوريل ، إن الاتحاد الأوروبي يفكر في فرض عقوبات على إيران. بحلول 7 أكتوبر ، كانت الدنمارك وفرنسا وألمانيا وإيطاليا قد دعت الاتحاد الأوروبي إلى فرض عقوبات على إيران.[156]
- الأمم المتحدة: أصدر الأمين العام للأمم المتحدة أنطونيو غوتيريس، في 27 سبتمبر / أيلول ، بيانًا دعا فيه قوات الأمن الإيرانية إلى "الامتناع عن استخدام القوة غير الضرورية أو غير المتناسبة".  أعربت ندى الناشف مفوضة الأمم المتحدة السامية لحقوق الإنسان بالوكالة، عن قلقها بشأن وفاة أميني ورد السلطات الإيرانية على الاحتجاجات الناتجة. حثت رافينا شامداساني، المتحدثة باسم المفوضية العليا لحقوق الإنسان التابعة للأمم المتحدة ، القيادة الدينية الإيرانية بعد عدة أيام على "الاحترام الكامل للحق في حرية الرأي والتعبير والتجمع السلمي وتكوين الجمعيات". وأضاف شمداساني أن التقارير تشير إلى أن "المئات قد اعتقلوا أيضًا ، بينهم مدافعون عن حقوق الإنسان ومحامون ونشطاء مجتمع مدني وما لا يقل عن 18 صحفيًا"، و "الآلاف انضموا إلى التظاهرات المناهضة للحكومة في جميع أنحاء البلاد على مدار الأحد عشر يومًا الماضية. الأمن" وردت القوات في بعض الأحيان بالذخيرة الحية". في 22 نوفمبر / تشرين الثاني ، ذكر مكتب المفوض السامي لحقوق الإنسان أن أكثر من 300 شخص ، من بينهم 40 قاصرًا ، قتلوا حتى الآن على أيدي الحكومة الإيرانية منذ بدء الاحتجاجات. في جميع أنحاء البلاد وفي 25 من أصل 31 من مقاطعاتها.[157]